# Motzenrode
Motzenrode ist  ein Ortsteil der Gemeinde Meinhard im nordhessischen Werra-Meißner-Kreis.

## Geographische Lage
Motzenrode liegt 7 km nordnordwestlich von Grebendorf, dem Gemeindesitz von Meinhard. Es befindet sich zwischen den Bergen der Gobert, in dem sich die Hessische Schweiz bei Meinhard ausbreitet und liegt am rechtsseitigen Werra-Zufluss Mühlbach (auch Motzbach genannt). Durch das Dorf führt die Landesstraße 3403, die von Hitzelrode durch Motzenrode und Jestädt zur Bundesstraße 249 verläuft.

## Geschichte

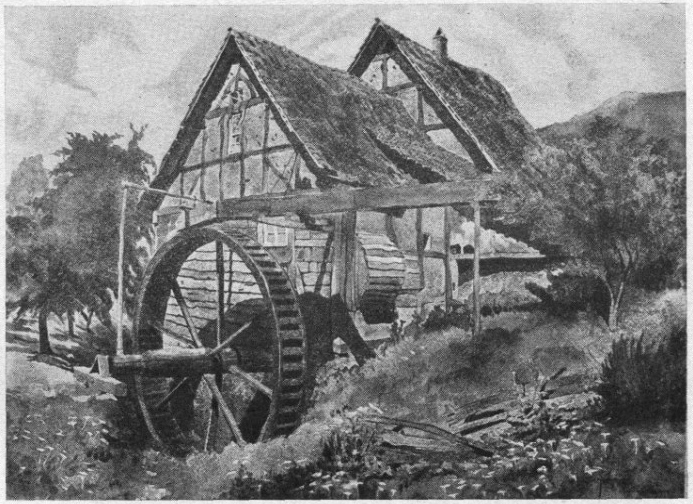
Die Ölmühle bei Motzenrode. (Gemälde von Wilhelm Schott)

Die älteste bekannte schriftliche Erwähnung von Motzenrode erfolgte im Jahr 1291. Im Jahr 1451 waren 6/8 mit dem Gericht Lehen der Herren von Dörnberg, weiterhin besaßen die Herren von Welden und von Hundelshausen je 1/8. Nachdem die Herren von Eschwege schon dortige Güter zu Lehen getragen hatten, erwarben sie 1490 Motzenrode mit Gericht, Recht und allem Zubehör. 1498 erwarben die Herren von Boyneburg-Hohenstein die Besitzungen der Herren von Eschwege. Sie verbanden diese mit ihrem bisherigen braunschweigischen Lehenbesitz des Gerichts Jestädt. Motzenrode war Teil des teilautonomen, bis 1792 bestehenden Gerichts Boyneburg.  Ab 1821 gehörte der Ort zum Kreis Eschwege.
Zum 1. April 1972 wurde die bis dahin selbstständige Gemeinde Motzenrode im Zuge der Gebietsreform in Hessen auf freiwilliger Basis in die 1971 neu gegründete Gemeinde Meinhard eingemeindet. Für die ehemals eigenständigen Gemeinden von Meinhard wurden Ortsbezirke mit Ortsbeirat und Ortsvorsteher nach der Hessischen Gemeindeordnung gebildet.
Motzenroder Ölmühle
Die Motzendorfer Ölmühle, auch als Untermühle bekannt. stammt aus dem Jahr 1789. Sie stand am westlichen Ortsausgang und bezog ihr Wasser aus dem Mühlbach. Dieser entspringt in der Nähe des Hohensteins. Früher gab es neun Wassermühlen im sogenannten Motzenbachtal. Die Ölmühle wurde mit einem oberschlächtigen Mühlrad von 5,50 m Durchmesser und mit 0,65 m Breite angetrieben und bis 1940 betrieben, das Wasserrecht erlosch im August 1940. Kurioserweise ist das Bild der Wassermühle auf dem Umschlag des Buches Mühlen der Eifel. Neben dieser Mühle gab es noch die Mittel- oder Obermühle, auch als Grießmühle bezeichnet, obwohl der Name nichts mit Grieß zu tun hatte, sondern nach ihrem Besitzer Gries benannt war.

## Bevölkerung
Einwohnerstruktur 2011
Nach den Erhebungen des Zensus 2011 lebten am Stichtag dem 9. Mai 2011 in Motzenrode 156 Einwohner. Darunter waren 3 (1,9 %) Ausländer. Nach dem Lebensalter waren 24 Einwohner unter 18 Jahren, 60 zwischen 18 und 49, 39 zwischen 50 und 64 und 33 Einwohner waren älter. Die Einwohner lebten in 69 Haushalten. Davon waren 18 Singlehaushalte, 24 Paare ohne Kinder und 21 Paare mit Kindern, sowie 6 Alleinerziehende und keine Wohngemeinschaften. In 15 Haushalten lebten ausschließlich Senioren und in 48 Haushaltungen lebten keine Senioren.
Einwohnerentwicklung
| Quelle: Historisches Ortslexikon |                  |
| • 1585:                          | 20 Haushaltungen |
| • 1747:                          | 25 Haushaltungen |

| Motzenrode: Einwohnerzahlen von 1834 bis 2020 | Motzenrode: Einwohnerzahlen von 1834 bis 2020 | Motzenrode: Einwohnerzahlen von 1834 bis 2020 | Motzenrode: Einwohnerzahlen von 1834 bis 2020 | Motzenrode: Einwohnerzahlen von 1834 bis 2020 |
| --- | --------------------------------------------- | --------------------------------------------- | --------------------------------------------- | --------------------------------------------- |
| Jahr |                                               |                                               |                                               | Einwohner                                     |
| 1834 | 1834                                          |                                               | 182                                           | 182                                           |
| 1840 | 1840                                          |                                               | 214                                           | 214                                           |
| 1846 | 1846                                          |                                               | 219                                           | 219                                           |
| 1852 | 1852                                          |                                               | 227                                           | 227                                           |
| 1858 | 1858                                          |                                               | 188                                           | 188                                           |
| 1864 | 1864                                          |                                               | 178                                           | 178                                           |
| 1871 | 1871                                          |                                               | 156                                           | 156                                           |
| 1875 | 1875                                          |                                               | 175                                           | 175                                           |
| 1885 | 1885                                          |                                               | 167                                           | 167                                           |
| 1895 | 1895                                          |                                               | 144                                           | 144                                           |
| 1905 | 1905                                          |                                               | 126                                           | 126                                           |
| 1910 | 1910                                          |                                               | 133                                           | 133                                           |
| 1925 | 1925                                          |                                               | 153                                           | 153                                           |
| 1939 | 1939                                          |                                               | 140                                           | 140                                           |
| 1946 | 1946                                          |                                               | 205                                           | 205                                           |
| 1950 | 1950                                          |                                               | 188                                           | 188                                           |
| 1956 | 1956                                          |                                               | 170                                           | 170                                           |
| 1961 | 1961                                          |                                               | 164                                           | 164                                           |
| 1967 | 1967                                          |                                               | 140                                           | 140                                           |
| 1970 | 1970                                          |                                               | 158                                           | 158                                           |
| 1980 | 1980                                          |                                               | ?                                             | ?                                             |
| 1990 | 1990                                          |                                               | ?                                             | ?                                             |
| 2000 | 2000                                          |                                               | ?                                             | ?                                             |
| 2011 | 2011                                          |                                               | 156                                           | 156                                           |
| 2015 | 2015                                          |                                               | 156                                           | 156                                           |
| 2020 | 2020                                          |                                               | 147                                           | 147                                           |
| Datenquelle: Historisches Gemeindeverzeichnis für Hessen: Die Bevölkerung der Gemeinden 1834 bis 1967. Wiesbaden: Hessisches Statistisches Landesamt, 1968. Weitere Quellen: LAGIS; Gemeinde Meinhard; Zensus 2011 |                                               |                                               |                                               |                                               |

Historische Religionszugehörigkeit
| • 1885: | 165 evangelische (= 98,80 %), zwei katholische (= 1,20 %) Einwohner |
| • 1961: | 141 evangelische (= 85,98 %), 22 katholische (= 13,41 %) Einwohner  |

## Politik
Ortsvorsteher ist nach der Kommunalwahl in Hessen 2021 Florian Gimbel (BfM).

## Sehenswürdigkeiten
- Dorfanger
- Historische und neu renovierte Dorfkirche
- Historisches Backhaus

## Infrastruktur
- Im Ort gibt es ein Dorfgemeinschaftshaus.